# Brian Dahle

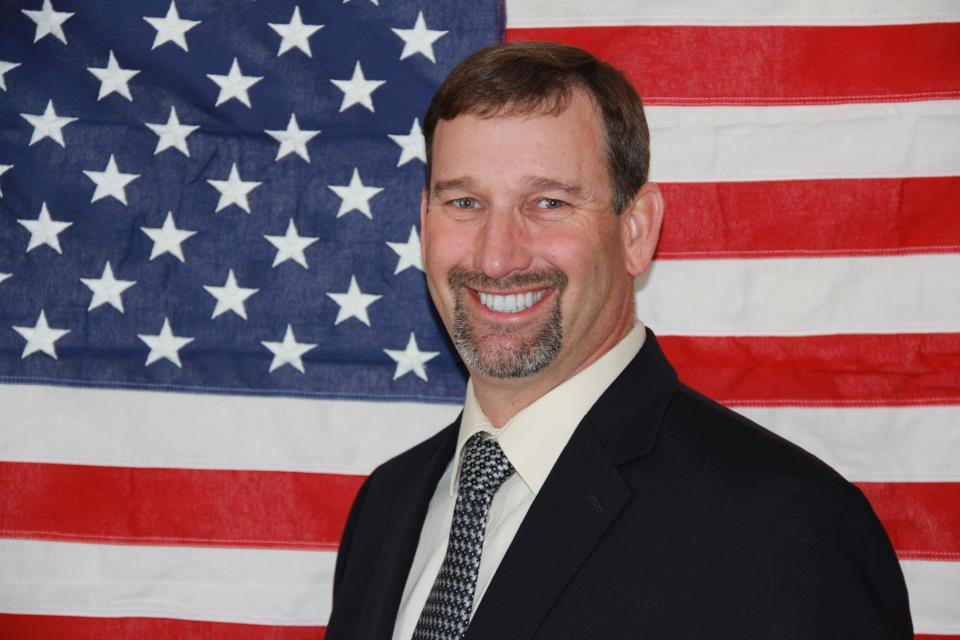
Brian Dahle (2013).

Brian Dahle (* 20. September 1965 in Redding) ist ein US-amerikanischer Politiker der Republikanischen Partei in Kalifornien. Er war 2012 bis 2019 Angeordneter in der California State Assembly und ist seit 2019 Senator von Kalifornien. Er vertritt den nördlichsten Wahlbezirk Kaliforniens, den 1. Wahlbezirk. Bei der Gouverneurswahl 2022 kandidiert Dahle für das Amt des Gouverneurs von Kalifornien.

## Leben
Dahle ist ein Landwirt und Kleinunternehmer aus Bieber (Kalifornien). Er ist verheiratet und hat drei Kinder.
Er begann seine politische Karriere, indem er sechzehn Jahre dem Lassen County Board of Supervisors angehörte. 2012 wurde er in die California State Assembly, dem Repräsentantenhaus des Bundesstaates, gewählt. 2017 bis 2018 diente er dort als Sprecher der republikanischen Minderheit. Seine Nachfolgerin als Assembly-Abgeordnete wurde Megan Dahle, seine Ehefrau.  Im Juni 2019 gewann er eine außerordentliche Wahl zum Nachfolger von Ted Gaines als Senator des Bundesstaates.
Bei der Vorwahl am 7. Juni 2022 erhielt er mit 17,3 % der abgegebenen Stimmen nach dem amtierenden demokratischen Gouverneur Gavin Newsom (56 %) die zweitmeisten Stimmen und steht damit bei der Hauptwahl als Herausforderer fest. Brian Dahles Wahlkampagne wurde durch Wahlwerbespots der Newsom-Kampagne befördert, die ihn als Unterstützer von Donald Trump und Gegner von Abtreibungen porträtierten. Zweck der Werbespots war den unabhängigen Kandidaten Michael Shellenberger als Herausforderer Newsoms zu verhindern. Mit 40,8 % unterlag er Newdom in der Stichwahl.